# Marquesado de Jerez de los Caballeros
El marquesado de Jerez de los Caballeros es un título nobiliario español creado por la reina regente María Cristina de Habsburgo Lorena y concedido, en nombre del rey Alfonso XIII, a Manuel Pérez de Guzmán y Boza, senador del reino, diputado a Cortes, concejal de Sevilla y caballero de la Orden de Alcántara, el 5 de junio de 1887 por real decreto y el 22 de julio del mismo año por real despacho.
Su denominación hace referencia al municipio de Jerez de los Caballeros, en provincia de Badajoz, de donde era originario.

## Marqueses de Jerez de los Caballeros
|                           | Titular                                 | Periodo                   |
| Creación por Alfonso XIII | Creación por Alfonso XIII               | Creación por Alfonso XIII |
| ------------------------- | --------------------------------------- | ------------------------- |
| I                         | Manuel Pérez de Guzmán y Boza           | 1887-1929                 |
| II                        | Carlos Pérez de Guzmán y Grosso         | 1950-2013                 |
| III                       | María de las Mercedes Abaurrea y Losada | 2013-hoy                  |

## Historia de los marqueses de Jerez de los Caballeros

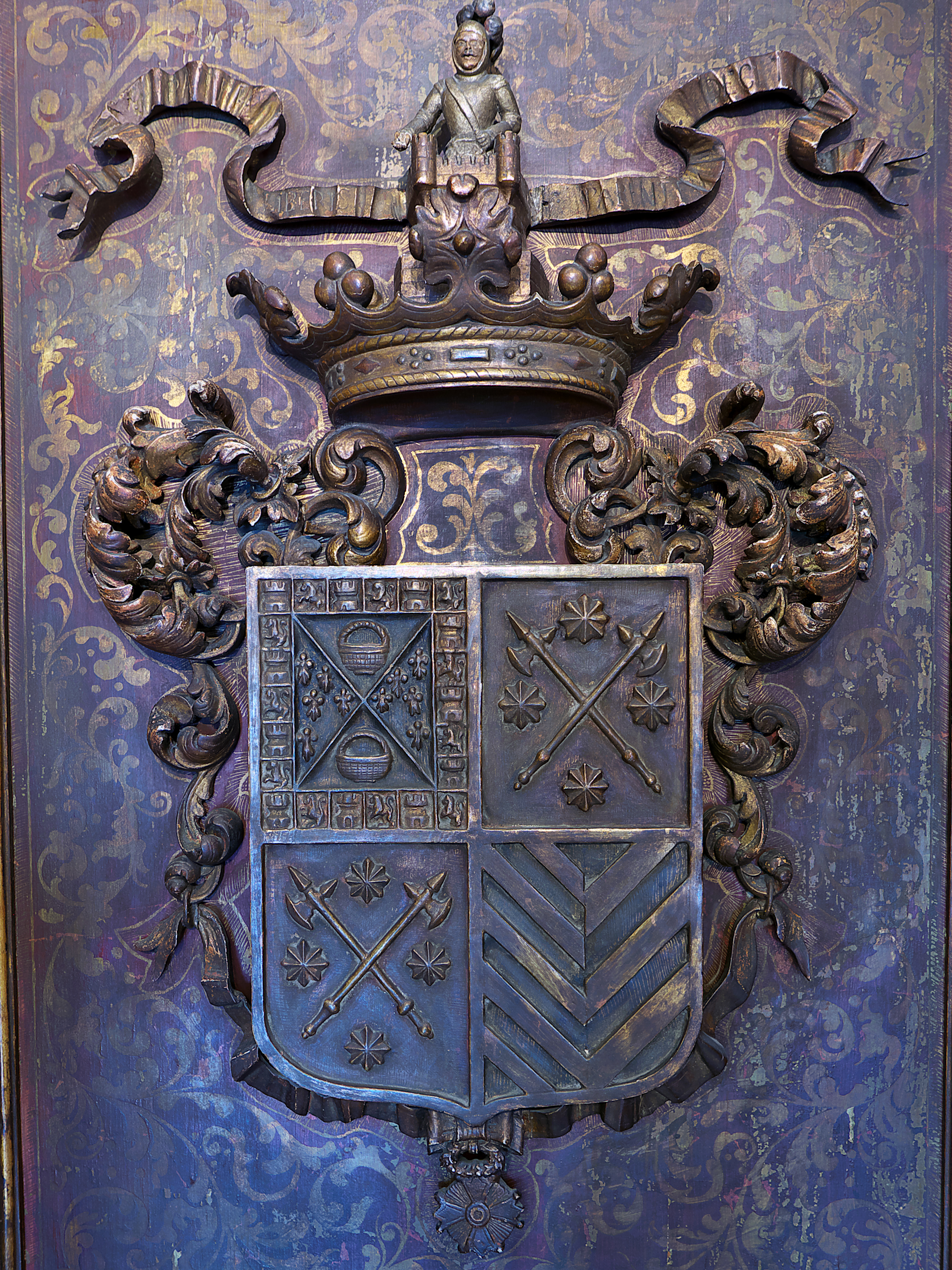
Escudo de Manuel Pérez de Guzmán y Boza, I marqués de Jerez de los Caballeros.

- Manuel Pérez de Guzmán y Boza, Liaño y Aubarede (1852-1929), I marqués de Jerez de los Caballeros.

Casó el 13 de julio de 1878 con Adelaida Pickman y Pickman, hija de Carlos Pickman y Jones, I marqués de Pickman, y su esposa María Josefa Pickman Martínez de Vega.
El historiador y genealogista Alfonso de Figueroa y Melgar ha señalado que en 1945 José Pérez de Guzmán y Pickman, hijo del primer titular, obtuvo de la Diputación de la Grandeza un permiso para utilizar el título y ser «II marqués de Jerez de los Caballeros». Tanto Jaime de Salazar y Acha como José Miguel de Mayoralgo y Lodo incurren en el mismo supuesto. Sin embargo, lo cierto es que el 23 de junio de 1950, tras solicitud cursada el 26 de octubre de 1949 (BOE del 2 de noviembre) y orden del 19 de diciembre del mismo año para que se expida la correspondiente carta de sucesión (BOE del día 29), sucedió el nieto del primer titular «por fallecimiento de su abuelo paterno, don Manuel Pérez de Guzmán y Boza»:
- Carlos Pérez de Guzmán y Grosso, II marqués de Jerez de los Caballeros. Era hijo de Carlos Pérez de Guzmán y Pickman y su esposa María de Carmen Grosso y Ruiz del Real.[1]

El 15 de noviembre de 2005 (BOE del día 30), Manuel Losada González solicitó la sucesión en el título por cesión del II marqués, su tío. Su petición, sin embargo, no sería atendida favorablemente y el 23 de octubre de 2013, tras solicitud cursada el 5 de junio de 2013 (BOE del día 24) y orden del 26 de septiembre del mismo año para que se expida la correspondiente carta de sucesión (BOE del 12 de octubre), le sucedió su sobrina, hija de su prima María de las Mercedes Losada y Pérez de Guzmán:
- María de las Mercedes Abaurrea y Losada Álvarez-Ossorio y Pérez de Guzmán, III marquesa de Jerez de los Caballeros.